# Vordingborg-senderen
Vordingborg-senderen er en 320,3 meter høj mast, der anvendes til digital TV-transmission. Masten står 54,6 meter over havet, og har dermed en totalhøjde over havet på 374,9 meter.
Masten blev indviet 30. september 1989, som den sidste af de 16 hovedsendere i TV2’s sendenet, der blev etableret mellem 1988-89. Vordingborg-senderen blev en af de 18 hovedsendere i det nye landbaserede digitale sendenet, da det analoge sendenet i Danmark slukkede 31. oktober 2009.